# Japan Football League 2002
Die Japan Football League 2002 war die vierte Spielzeit der japanischen Japan Football League. An ihr nahmen sechzehn Vereine teil. Die Saison begann am 7. April und endete am 10. November 2002, aufgrund der in Japan ausgetragenen Weltmeisterschaft wurden zwischen dem 6. Mai und dem 6. Juli keine Spiele ausgetragen.
Honda FC konnte seinen Meistertitel erfolgreich verteidigen. Weil kein Team die Anforderungen für eine J.-League-Zulassung erfüllen konnte, gab es keine Aufsteiger. Umgekehrt mussten insgesamt drei Mannschaften absteigen, da sich die Liga nach drei Jahren kontinuierlicher Expansion auf insgesamt 18 Mannschaften zur Saison 2003 um zwei Teams verkleinerte. Direkte Absteiger waren die beiden schlechtesten Teams, Alouette Kumamoto und Profesor Miyazaki, Shizuoka Sangyo University FC verließ nach zwei Relegationsspielen gegen Sagawa Printing SC, dem Zweitplatzierten der Regionalliga-Finalrunde die Klasse. Jatco FC dagegen konnte sich gegen den Finalrunden-Sieger Ain Foods SC behaupten und verblieb in der Japan Football League.

## Modus
Aufgrund der Fußball-Weltmeisterschaft 2002 und der daraus rührenden zweimonatigen Unterbrechung des Spielbetriebs spielte ausnahmsweise jeder Verein nur einmal gegen alle anderen Vereine. Für einen Sieg gab es drei Punkte; bei einem Unentschieden gab es für jede Mannschaft einen Zähler. Die Tabelle einer jeden Halbserie wurde also nach den folgenden Kriterien erstellt:
1. Anzahl der erzielten Punkte
2. Tordifferenz
3. Erzielte Tore
4. Ergebnisse der Spiele untereinander
5. Entscheidungsspiel oder Münzwurf

Für den Aufstieg in die J. League Division 2 2003 kamen nur Vereine in Frage, die sportliche und wirtschaftliche Kriterien erfüllten und einer finalen Überprüfung durch die J. League standhielten. Die beiden schlechtesten Mannschaften der Tabelle stiegen direkt in die Regionalliga ab.
Der Tabellenfünfzehnte und -sechzehnte traten in je zwei Relegationsspielen gegen die beiden Sieger der Regionalliga-Finalrunde an, wobei der Sechzehnte dem Meister und der Fünfzehnte dem Zweitplatzierten gegenüberstand. Jede Begegnung war wie eine Art Miniliga angelegt; die Mannschaft mit den meisten Punkten hielt die Klasse, bei gleicher Punktanzahl entschied zunächst die Tordifferenz und, falls diese auch gleich sein sollte, ein Elfmeterschießen unmittelbar im Anschluss an das Rückspiel.

## Teilnehmer
Insgesamt nahmen achtzehn Mannschaften an der Saison teil. Unter diesen befanden sich zwei neue Vereine, sowohl Sagawa Express Ōsaka SC als auch Profesor Miyazaki qualifizierten sich dabei über die Regionalliga-Finalrunde für die Spielklasse.
Daneben benannten sich eine Reihe von Mannschaften um. Vorjahresmeister Honda Motors änderte ebenso seinen Namen zu Honda FC wie der Drittplatzierte Jatco TT FC, der fortan wieder unter der Bezeichnung Jatco FC antrat, sowie FC KYOKEN Kyōto, welcher in seiner dritten JFL-Spielzeit mit FC Kyōto 1993 den dritten Namen annahm. NTT West Kumamoto SC schließlich ging sogar noch einen Schritt weiter und wechselte neben dem Namen (zu Alouette Kumamoto) gleich die gesamte Organisationsstruktur, die Firmenmannschaft veränderte sich zu einem echten Verein.
| Verein                        | Stadt/Region                        | Bemerkungen                                        |
| ----------------------------- | ----------------------------------- | -------------------------------------------------- |
| ALO's Hokuriku                | Toyama, Toyama                      |                                                    |
| Alouette Kumamoto             | Kumamoto, Kumamoto                  |                                                    |
| DENSO FC                      | Kariya, Aichi                       |                                                    |
| Ehime FC                      | Matsuyama, Ehime                    |                                                    |
| Honda FC                      | Hamamatsu, Shizuoka                 |                                                    |
| Jatco FC                      | Östliche Präfektur Shizuoka um Fuji |                                                    |
| Kokushikan University SC      | Machida, Tokio                      |                                                    |
| FC Kyōto 1993                 | Kyōto, Kyōto                        |                                                    |
| Ōtsuka Pharmaceutical SC      | Tokushima, Tokushima                |                                                    |
| Profesor Miyazaki             | Präfektur Miyazaki                  | Zweitplatzierter der Regionalligen-Finalrunde 2001 |
| Sagawa Express Ōsaka SC       | Osaka, Osaka                        | Meister der Regionalligen-Finalrunde 2001          |
| Sagawa Express Tōkyō SC       | Tokio                               |                                                    |
| Shizuoka Sangyō University SC | Shizuoka, Shizuoka                  |                                                    |
| Sony Sendai FC                | Tagajō, Miyagi                      |                                                    |
| Tochigi SC                    | Utsunomiya, Tochigi                 |                                                    |
| SC Tottori                    | Yonago, Tottori                     |                                                    |
| YKK SC                        | Kurobe, Toyama                      |                                                    |
| Yokogawa Denki SC             | Musashino, Tokio                    |                                                    |

## Statistik

### Tabelle
| Pl.                    | Verein                        | Sp. | S  | U | N  | Tore    | Diff. | Punkte |
| ---------------------- | ----------------------------- | --- | -- | - | -- | ------- | ----- | ------ |
| 1.                     | Honda FC                      | 17  | 13 | 2 | 2  | 039:140 | +25   | 41     |
| 2.                     | Sagawa Express Tōkyō SC       | 17  | 12 | 3 | 2  | 049:220 | +27   | 39     |
| 3.                     | Ōtsuka Pharmaceutical SC      | 17  | 10 | 7 | 0  | 038:220 | +16   | 37     |
| 4.                     | Sony Sendai FC                | 17  | 8  | 6 | 3  | 025:160 | +9    | 30     |
| 5.                     | Kokushikan University SC      | 17  | 9  | 3 | 5  | 028:200 | +8    | 30     |
| 6.                     | Ehime FC                      | 17  | 8  | 4 | 5  | 029:180 | +11   | 28     |
| 7.                     | Yokogawa Denki SC             | 17  | 8  | 4 | 5  | 021:260 | −5    | 28     |
| 8.                     | YKK SC                        | 17  | 7  | 5 | 5  | 024:160 | +8    | 26     |
| 9.                     | Sagawa Express Ōsaka SC (N)   | 17  | 6  | 6 | 5  | 027:230 | +4    | 24     |
| 10.                    | DENSO SC                      | 17  | 6  | 3 | 8  | 032:300 | +2    | 21     |
| 11.                    | FC Kyōto 1993                 | 17  | 6  | 3 | 8  | 021:250 | −4    | 21     |
| 12.                    | Tochigi SC                    | 17  | 5  | 3 | 9  | 021:270 | −6    | 18     |
| 13.                    | SC Tottori                    | 17  | 4  | 3 | 10 | 018:330 | −15   | 15     |
| 14.                    | ALO's Hokuriku                | 17  | 3  | 6 | 8  | 016:340 | −18   | 15     |
| 15.                    | Shizuoka Sangyō University SC | 17  | 4  | 2 | 11 | 020:320 | −12   | 14     |
| 16.                    | Jatco FC                      | 17  | 3  | 4 | 10 | 016:280 | −12   | 13     |
| 17.                    | Alouette Kumamoto SC          | 17  | 3  | 5 | 9  | 013:310 | −18   | 14     |
| 18.                    | Profesor Miyazaki (N)         | 17  | 2  | 5 | 10 | 020:400 | −20   | 11     |
| Stand: Ende der Saison |                               |     |    |   |    |         |       |        |

| (N) | Aufsteiger aus der Regionalliga 2001: Sagawa Express Ōsaka SC, Profesor Miyazaki |

### Relegation
Nach Ende der Saison fanden kurz vor dem Jahreswechsel die Relegationsspiele zwischen dem Fünfzehnten und Sechzehnten der Abschlusstabelle sowie den beiden besten Mannschaften der Regionalliga-Finalrunde statt. Der Sechzehnte spielte hierbei gegen den Finalrunden-Gewinner, der Fünfzehnte musste gegen den Zweitplatzierten antreten. In beiden Fällen absolvierte der JFL-Verein das Rückspiel auf eigenem Platz. Beide Paarungen endeten mit punkt- und torgleichen Mannschaften (siehe Modus) und wurden somit erst im Anschluss an das Rückspiel im Elfmeterschießen entschieden.
Im Aufeinandertreffen des JFL-15. Shizuoka Sangyō University FC gegen den RL-Finalrunden-Vizemeister Sagawa Printing SC waren die Treffer des Elfmeterschießens auch die einzigen Tore, nachdem beide Spiele mit 0:0 geendet hatten. Letztlich setzte sich der unterklassige Verein mit 5:3 von der Strafstoßmarke durch.
| Pl. | Verein                        | Sp. | S | U | N | Tore    | Diff. | Punkte |
| --- | ----------------------------- | --- | - | - | - | ------- | ----- | ------ |
| 1.  | Sagawa Printing SC            | 2   | 0 | 2 | 0 | 000:000 | ±0    | 02     |
| 1.  | Shizuoka Sangyō University FC | 2   | 0 | 2 | 0 | 000:000 | ±0    | 02     |

In der anderen Begegnung konnte der JFL-16. Jatco FC dank eines 4:2-Erfolges vom Punkt gegen den RL-Finalrunden-Meister Ain Foods SC die Klasse halten. Jatco gewann vorher das Hinspiel in Osaka mit 1:0, Ain Foods setzte sich beim Rückspiel in Fuji mit 2:1 durch.
| Pl. | Verein       | Sp. | S | U | N | Tore    | Diff. | Punkte |
| --- | ------------ | --- | - | - | - | ------- | ----- | ------ |
| 1.  | Jatco FC     | 2   | 1 | 0 | 1 | 002:200 | ±0    | 03     |
| 1.  | Ain Foods SC | 2   | 1 | 0 | 1 | 002:200 | ±0    | 03     |